# Denis Vaucher
Denis Vaucher, né le 18 février 1898 à Fleurier et mort le 24 février 1993, est un patrouilleur militaire suisse.
Denis Vaucher participe aux Jeux olympiques d'hiver de 1924, organisés à Chamonix en France. Il est premier de la patrouille militaire avec Alphonse Julen, Antoine Julen et Alfred Aufdenblatten.